# کوواچوو (نووی پازار)
کوواچوو (به صربی: Kovačevo) یک منطقهٔ مسکونی در صربستان است که در نووی پازار واقع شده‌است.